# Joaquín Sánchez de Toca Calvo

Joaquín Sánchez de Toca y Calvo

Joaquín Sánchez de Toca y Calvo (* 24. September 1852 in Madrid; † 13. Juli 1942 in Pozuelo de Alarcón) war ein spanischer Politiker und Ministerpräsident Spaniens (Presidente del Gobierno).

## Biografie

### Studium, Abgeordneter und Senator
Der Sohn des Schriftstellers und Hofarztes von Königin Isabella II., Melchor Sánchez de Toca y Sáenz de Lobera, absolvierte ein Studium der Rechtswissenschaften an der Universität Bordeaux sowie der Universidad Central de Madrid. Bereits im Alter von 18 Jahren erwarb er 1870 einen Doktor der Rechtswissenschaften mit einer Dissertation über die Ehe nach dem Kanonischen Recht, die kurz darauf mit einem Prolog von Aureliano Fernández-Guerra veröffentlicht wurde.
Seine politische Laufbahn begann er während der Herrschaft von König Alfons XII. am 27. April 1884 mit der erstmaligen Wahl zum Abgeordneten des Parlaments (Congreso de los Diputados), wo er bis zum 27. März 1898 die Interessen der Partido Liberal-Conservador von Antonio Cánovas del Castillo der Wahlkreise Huesca, Cuenca und Gipuzkoa vertrat.
Daneben war er von 1896 bis 1897 erstmals Bürgermeister (Alcalde) von Madrid, ein Amt, das er 1907 nochmals für kurze Zeit bekleidete.
Bei der Wahl vom 10. April 1898 wurde er als Vertreter der Universität Sevilla zum Mitglied des Senats gewählt, jedoch wurde er im folgenden Jahr durch Königliches Dekret der Regentin Maria Christina von Österreich vom 21. April 1899 zum Senator auf Lebenszeit (Senador Vitalicio) ernannt.
Sein Sohn Joaquín Sánchez de Toca Ballester sowie sein Neffe Fernando Sánchez de Toca Muñoz waren später ebenfalls Abgeordnete des Deputiertenkongresses als Vertreter des Wahlkreises Teruel.

### Minister, Ministerpräsident und Gegner Primo de Riveras
Seine Beteiligung an Regierungen begann am 23. Oktober 1900 mit der Ernennung zum Minister für Landwirtschaft, Industrie und Handel (Ministro de Agricultura, Industrie y Comercio) im zweiten Kabinett von Marcelo Azcárraga Palmero, dem er bis zum 6. März 1901 angehörte. Am 6. Dezember 1901 wurde er Marineminister (Ministro de Marina) in der Regierung seines Parteivorsitzenden Francisco Silvela Le Vielleuze und behielt dieses Amt bis zum Ende von Silvelas Amtszeit am 20. Juli 1903.
Antonio Maura Montaner, Silvelas Nachfolger als Vorsitzender des Partido Conservador berief ihn am 5. Dezember 1903 zum Minister für Gnadengesuche und Justiz (Ministro de Gracia y Justicia) in sein Kabinett, dem er bis zum 16. Dezember 1904 angehörte.
Anschließend wurde er Präsident des Staatsrates (Consejo de Estado). 1913 trat er der von Eduardo Dato Iradier gegründeten Abspaltung der Konservativen Partei bei. Im Mai 1915 wurde er erstmals Präsident des Senats und übte dieses ein Jahr bis Mai 1916 aus.
Nachdem er sich fast fünfzehn Jahre aus der Regierungspolitik zurückgezogen hatte, wurde er am 20. Juli 1919 als Nachfolger von Mauro Montaner selbst Ministerpräsident Spaniens (Presidente del Gobierno), nach dem Mauro Montaner keine erneute Bildung einer konservativen Sammlungsregierung gelang. Nach knapp fünfmonatiger Amtszeit übergab er die Regierungsgeschäft jedoch bereits am 12. Dezember 1919 an Manuel Allendesalazar Muñoz de Salazar, da ihm nicht die Lösung der sozialen Probleme gelang.
Von Dezember 1919 bis Mai 1923 war er jedoch wiederum Präsident des Senats.
Sánchez de Toca war Gegner der zwischen September 1923 bis Januar 1930 dauernden Militärdiktatur von Miguel Primo de Rivera und warf dieser insbesondere die Verletzung der Werte der Verfassung von 1876 (Constitución española de 1876) vor. Nach dem Sturz Primo de Riveras wurde er 1931 von König Alfons XIII. wurde er zur Bildung einer Regierung gebeten, was er jedoch verweigerte. In der anschließenden Zweiten Republik zog er sich völlig aus dem politischen Leben zurück und übte in einem Interview mit der Tageszeitung „Heraldo de Madrid“ 1933 massive Kritik an der Monarchie Alfons XIII., aber auch an der gerade herrschenden republikanischen Regierung unter Präsident Niceto Alcalá-Zamora.

### Veröffentlichungen und Ehrenämter
Seine schriftstellerische Arbeit umfasste Werke zu sozialen, politischen, rechtlichen, aber auch historischen Themen wie:
- „El matrimonio: su Ley Natural, su historia, su importancia social“, Madrid 1871 (Die Ehe: Ihr Naturrecht, ihre Geschichte und ihre soziale Bedeutung)
- „La crisis agraria europea y sus remedios en España“, Madrid 1887 (Die Krise der europäischen Landwirtschaft und ihre Lösung in Spanien)
- „La crisis presente del Partido Conservador“, Madrid 1897 (Die gegenwärtige Krise der Konservativen Partei)
- „La Jefatura y los ideales“, Madrid 1897 (Die Führerschaft und ihre Ideale)
- „Reforma de la Marina“, Madrid 1902 (Die Reform der Marine)
- „Regionalismo, municipalismo y centralización“, Madrid 1907 (Regionalismus, Kommunalisierung und Zentralisierung)
- „La acción ibérica como factor de la política europea en África“, Madrid 1913 (Die spanischen Handlungen als Faktor der europäischen Politik in Afrika)
- „El movimiento antimilitarista en Europa“, Madrid 1914 (Die antimilitaristische Bewegung in Europa)

Aufgrund seiner politischen und schriftstellerischen Verdienste wurde er bereits am 1. April 1890 Mitglied der Real Academia de Ciencias Morales y Políticas, wo er bis zu seinem Tod den Sessel (Sillón) 1 einnahm. Vom 9. Dezember 1919 bis zum 15. September 1936 war er auch deren Präsident und danach bis zu seinem Tod Ehrenpräsident.
Außerdem war er 1914 bis 1915 Präsident der Königlichen Akademie für Rechtsprechung und Gesetzgebung (Real Academia de Jurisprudencia y Legislación).